# Relación intermitente
Una relación intermitente es una forma de relación personal entre dos personas que rompen su relación constantemente solo para reconciliarse después, formando así un ciclo.
El investigador Kale Monk, profesor asistente de desarrollo humano y ciencias de la familia en la Universidad de Misuri, cita varias razones de por qué una relación puede ser intermitente, la causa puede ser que una persona tenga que moverse a otro lugar o que la pareja revalúe su relación. Muchos continúan reconciliándose con la esperanza de que esos momentos de felicidad y gratificación que vivieron juntos, finalmente constituyan la relación completa.
Estar en una relación intermitente puede dañar la salud mental, y provocar una posible depresión, trastorno alimentario y/o ansiedad. Además, Monk también señala cómo este tipo de relaciones tienen tasas más altas de abuso, peor comunicación y niveles más bajos de compromiso. No todas las relaciones intermitentes se consideran tóxicas, ya que la ruptura y la reconciliación pueden ayudar a una pareja a comunicarse mejor y abordar los problemas en sus relaciones.
Un estudio de 2009 publicado en la revista Personal Relationships reveló que casi dos tercios de los participantes habían tenido una relación intermitente.